# Škoda Roomster

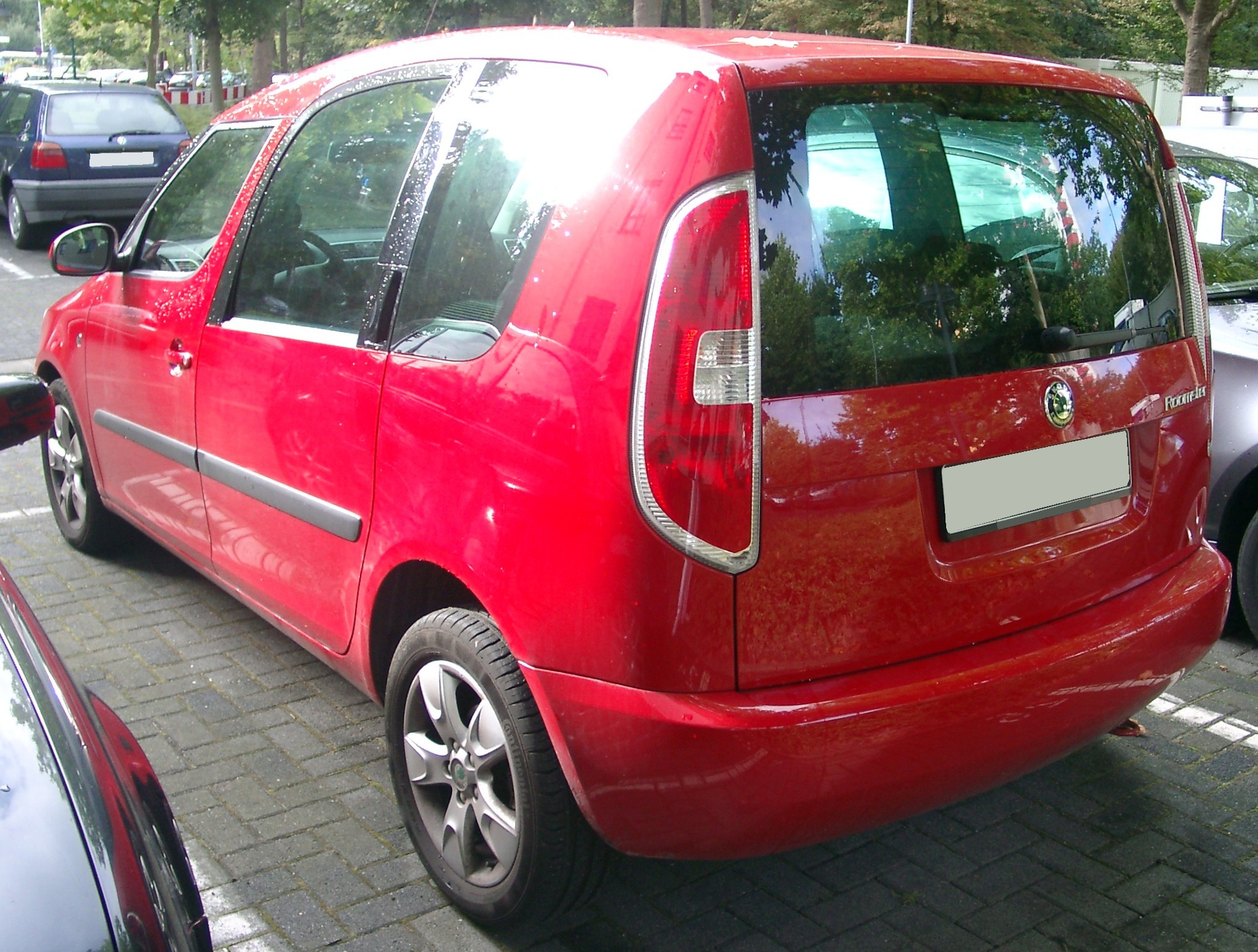
Trasera de un Škoda Roomster.

El Škoda Roomster y Praktik es un monovolumen compacto producido por el fabricante checo Škoda desde marzo de 2005. El modelo comparte plataforma y componentes mecánicos con otros modelos del Grupo Volkswagen, como ambas generaciones del Škoda Octavia y el Škoda Fabia. El Roomster fue mostrado por primera vez al público en el Salón del Automóvil de Ginebra de 2006, comenzó a ser fabricado en marzo de ese año y fue puesto a la venta en junio.
A pesar de haberse presentado el proyecto de la segunda generación del Roomster a principios de 2015 (a la que se sometió a una fase de pruebas y de la que se fabricaron algunas unidades de preproducción definitivas), la matriz de Volkswagen AG decidió cancelarlo debido a la salida a la luz del Dieselgate, alegando que una segunda generación del Roomster no era prioritaria para el grupo debido a la reducción de costes derivada del escándalo de los motores TDI; La producción del Roomster I cesó a mediados de 2015 sin sustituto a la vista.
El Roomster II iba a estar basado en la Volkswagen Caddy, y su diseño iba a perder toda la originalidad que siempre marcó a la primera generación. También se confirmó que no tendría una versión comercial.

## Carrocería
La Roomster tiene cinco plazas y carrocería de cinco puertas, con puertas laterales pivotantes y portón trasero de apertura hacia arriba. Las ventanas laterales son mucho más grandes y bajas que las delanteras, para mejorar la visibilidad de los pasajeros de atrás. Una variante de carga llamada Praktik tiene solamente dos asientos, paneles metálicos en lugar de vidrios laterales y traseros, un volumen máximo de 1,8 m³ y una carga máxima de 640 kg.
La silueta del automóvil es semejante a la de otras furgonetas, como la Renault Kangoo, la Ford Connect y la Peugeot Partner. Sin embargo, los asientos traseros van 45 mm más altos que los delanteros y tienen una disposición más vertical, similar a la de monovolúmenes como el Fiat Idea, el Nissan Note, el Opel Meriva y el Renault Modus. El tamaño del maletero es intermedio entre el de un monovolumen del segmento B y del segmento C, aunque su gama de motores y equipamientos es más cercana a la de los primeros.

## Motorizaciones
La Roomster es un tracción delantera con motor delantero transversal. Sus motores gasolina son un 1.2 litros con una potencia máxima de 64 CV (luego 69 CV), un 1.4 litros de 86 CV, y un 1.6 litros de 105 CV, todos ellos de inyección indirecta y cuatro válvulas por cilindro. Los diésel tienen inyección directa con alimentación por inyector-bomba, intercooler y dos válvulas por cilindro: un tres cilindros de 1.4 litros con turbocompresor de geometría fija y 70 u 80 CV y un cuatro cilindros en línea de 1.9 litros con turbocompresor de geometría variable y 105 CV.
Todos los motores están asociados con una caja de cambios manual de cinco marchas, y el gasolina 1.6 también con una transmisión automática Tiptronic de seis marchas.
| Periodo                        | 2006-2007             | 2007-2010             | 2010-2015                                    | 2010-2015                                         | 2006-2010             | 2006-2010                                         |           |           |           |           |
| Identificación del motor       | BME                   | BZG, CGPA             | CBZA                                         | CBZB                                              | BXW, CGGB             | BTS                                               |           |           |           |           |
| Tipo de motor                  | L3 12v                | L3 12v                | L4 8v, inyección directa, turbo, intercooler | L4 8v, inyección directa, turbo, intercooler      | L4 16v                | L4 16v                                            |           |           |           |           |
| Diámetro x carrera             | 76.5 mm × 86.9 mm     | 76.5 mm × 86.9 mm     | 71.0 mm × 75.6 mm                            | 71.0 mm × 75.6 mm                                 | 76.5 mm × 75.6 mm     | 81.0 mm × 77.4 mm                                 |           |           |           |           |
| Cilindrada                     | 1198 cm³              | 1198 cm³              | 1197 cm³                                     | 1197 cm³                                          | 1390 cm³              | 1598 cm³                                          |           |           |           |           |
| Relación de compresión         | 10.5: 1               | 10.5: 1               | 10.0: 1                                      | 10.0: 1                                           | 10.5: 1               | 10.5: 1                                           |           |           |           |           |
| Potencia máxima: CV (kW) @ rpm | 64 CV (47 kW) @ 5400  | 70 CV (51 kW) @ 5400  | 86 CV (63 kW) @ 4800                         | 105 CV (77 kW) @ 5000                             | 86 CV (63 kW) @ 5000  | 105 CV (77 kW) @ 5600                             |           |           |           |           |
| Par máximo: Nm @ rpm           | 112 Nm @ 3000         | 112 Nm @ 3000         | 160 Nm @ 1500-3500                           | 175 Nm @ 1550-4100                                | 132 Nm @ 3800         | 153 Nm @ 3800                                     |           |           |           |           |
| Tracción                       | Delantera             | Delantera             | Delantera                                    | Delantera                                         | Delantera             | Delantera                                         | Delantera | Delantera | Delantera | Delantera |
| Transmisión                    | Manual, 5 velocidades | Manual, 5 velocidades | Manual, 5 velocidades                        | Manual, 5 velocidades / Automática, 7 velocidades | Manual, 5 velocidades | Manual, 5 velocidades / Automática, 6 velocidades |           |           |           |           |
| Peso                           | 1225 kg               | 1225 kg               | 1221 kg                                      | 1237 kg                                           | 1230 kg               | 1255 kg                                           |           |           |           |           |
| Aceleración (0-100 km/h)       | 16.9 s                | 15.9 s                | 12.6 s                                       | 10.9 s                                            | 13.0                  | 10.9 s                                            |           |           |           |           |
| Velocidad máxima               | 155 km/h              | 158 km/h              | 172 km/h                                     | 184 km/h                                          | 171 km/h              | 184 km/h                                          |           |           |           |           |
| Consumo combinado (l/100 km/h) | 6.8                   | 6.7                   | 5.7                                          | 5.7                                               | 6.8                   | 7.0                                               |           |           |           |           |

| Periodo                        | 2010-2015                                                  | 2006-2010                                                    | 2006-2010                                                    | 2010-2015                                                  | 2010-2015                                                  | 2006-2010                                                    |           |           |           |
| Identificación del motor       | CFWA                                                       | BNM                                                          | BNV, BMS                                                     | CAYB                                                       | CAYC                                                       | BSW, BLS                                                     |           |           |           |
| Tipo de motor                  | L3 12v, inyección directa, common-rail, turbo, intercooler | L3 6v, inyección directa, inyector-bomba, turbo, intercooler | L3 6v, inyección directa, inyector-bomba, turbo, intercooler | L4 16v, inyección directa, common-rail, turbo, intercooler | L4 16v, inyección directa, common-rail, turbo, intercooler | L4 8v, inyección directa, inyector-bomba, turbo, intercooler |           |           |           |
| Diámetro x carrera             | 79.5 mm × 80.5 mm                                          | 79.5 mm × 95.5 mm                                            | 79.5 mm × 95.5 mm                                            | 79.5 mm × 80.5 mm                                          | 79.5 mm × 80.5 mm                                          | 79.5 mm × 95.5 mm                                            |           |           |           |
| Cilindrada                     | 1199 cm³                                                   | 1422 cm³                                                     | 1422 cm³                                                     | 1598 cm³                                                   | 1598 cm³                                                   | 1896 cm³                                                     |           |           |           |
| Relación de compresión         | 16.5: 1                                                    | 19.5: 1                                                      | 19.5: 1                                                      | 16.5: 1                                                    | 16.5: 1                                                    | 19.0: 1                                                      |           |           |           |
| Potencia máxima: CV (kW) @ rpm | 75 CV (55 kW) @ 4200                                       | 70 CV (51 kW) @ 4000                                         | 80 CV (59 kW) @ 4000                                         | 90 CV (66 kW) @ 4200                                       | 105 CV (77 kW) @ 4400                                      | 105 CV (77 kW) @ 4000                                        |           |           |           |
| Par máximo: Nm @ rpm           | 180 Nm @ 2000                                              | 155 Nm @ 1600-2800                                           | 195 Nm @ 2200                                                | 230 Nm @ 1500-2500                                         | 250 Nm @ 1500-2500                                         | 240 Nm @ 1800                                                |           |           |           |
| Tracción                       | Delantera                                                  | Delantera                                                    | Delantera                                                    | Delantera                                                  | Delantera                                                  | Delantera                                                    | Delantera | Delantera | Delantera |
| Transmisión                    | Manual, 5 velocidades                                      | Manual, 5 velocidades                                        | Manual, 5 velocidades                                        | Manual, 5 velocidades                                      | Manual, 5 velocidades                                      | Manual, 5 velocidades                                        |           |           |           |
| Peso                           | 1318 kg                                                    | 1305 kg                                                      | 1315 kg                                                      | 1322 kg                                                    | 1322 kg                                                    | 1330 kg                                                      |           |           |           |
| Aceleración 0–100 km/h         | 15.5 s                                                     | 16.5 s                                                       | 14.7 s                                                       | 13.3 s                                                     | 11.5 s                                                     | 11.5 s                                                       |           |           |           |
| Velocidad máxima               | 162 km/h                                                   | 158 km/h                                                     | 165 km/h                                                     | 171 km/h                                                   | 181 km/h                                                   | 182 km/h                                                     |           |           |           |
| Consumo combinado (l/100 km/h) | 4.5                                                        | 5.3                                                          | 5.1                                                          | 4.7                                                        | 4.7                                                        | 5.4                                                          |           |           |           |

## Roomster Scout
Además de los tres niveles de equipamiento tradicionales, el Scout posee un aspecto diferenciado similar al de un automóvil todoterreno. La suspensión y el sistema de tracción son idénticos al de los otros niveles de equipamiento, y está disponible únicamente con el gasolina de 1.6 litros y el diésel de 1.9 litros.

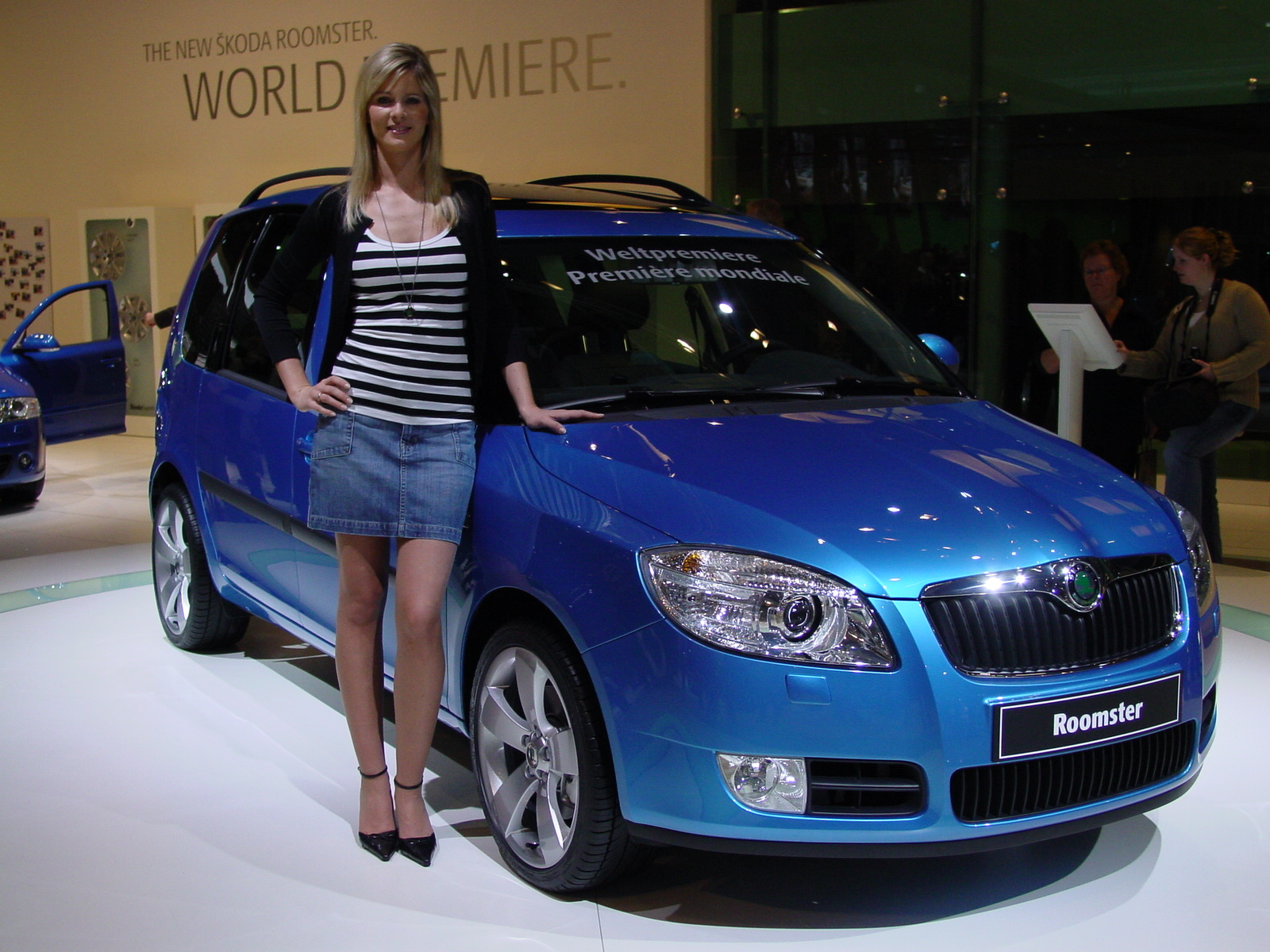
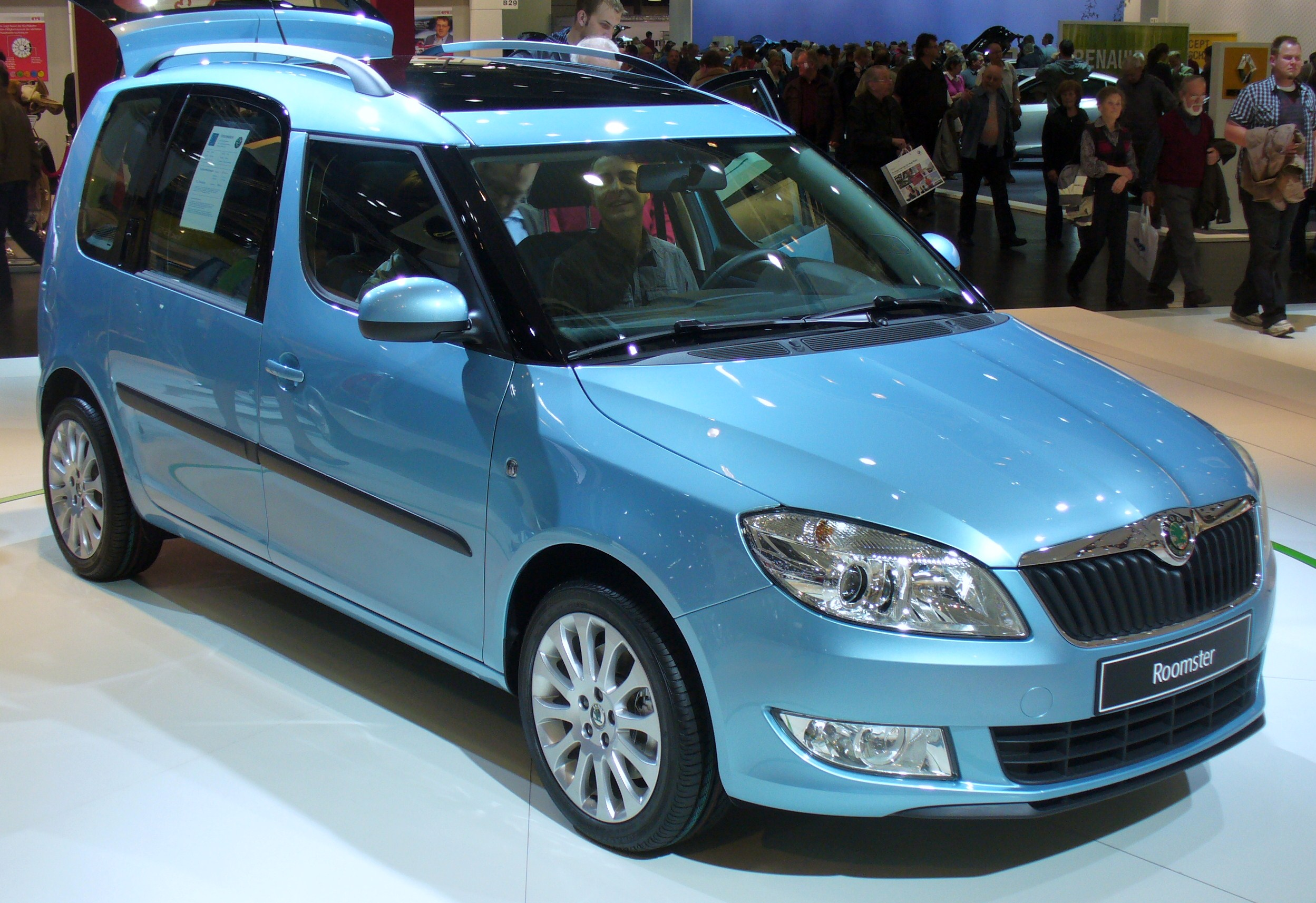
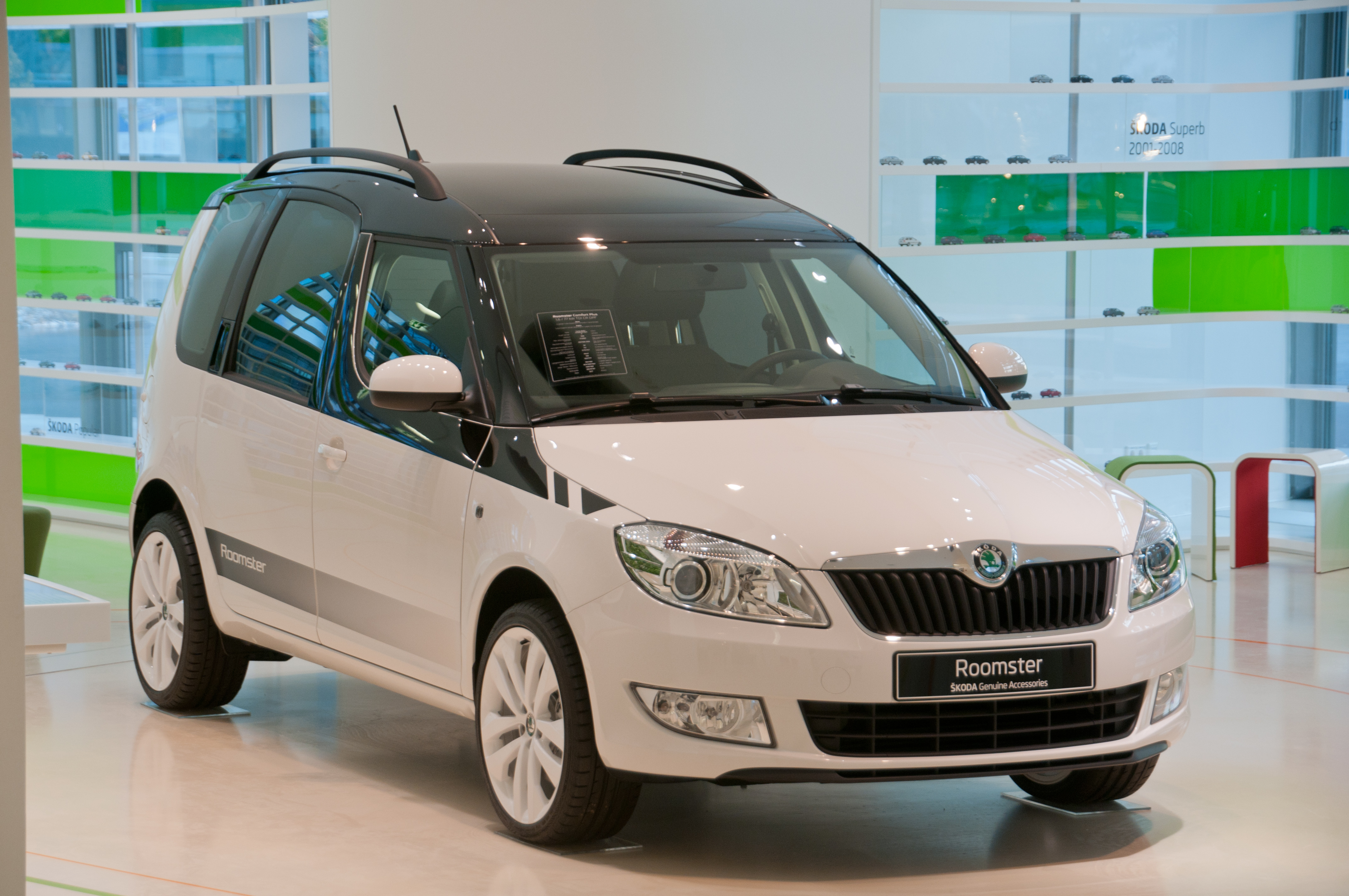
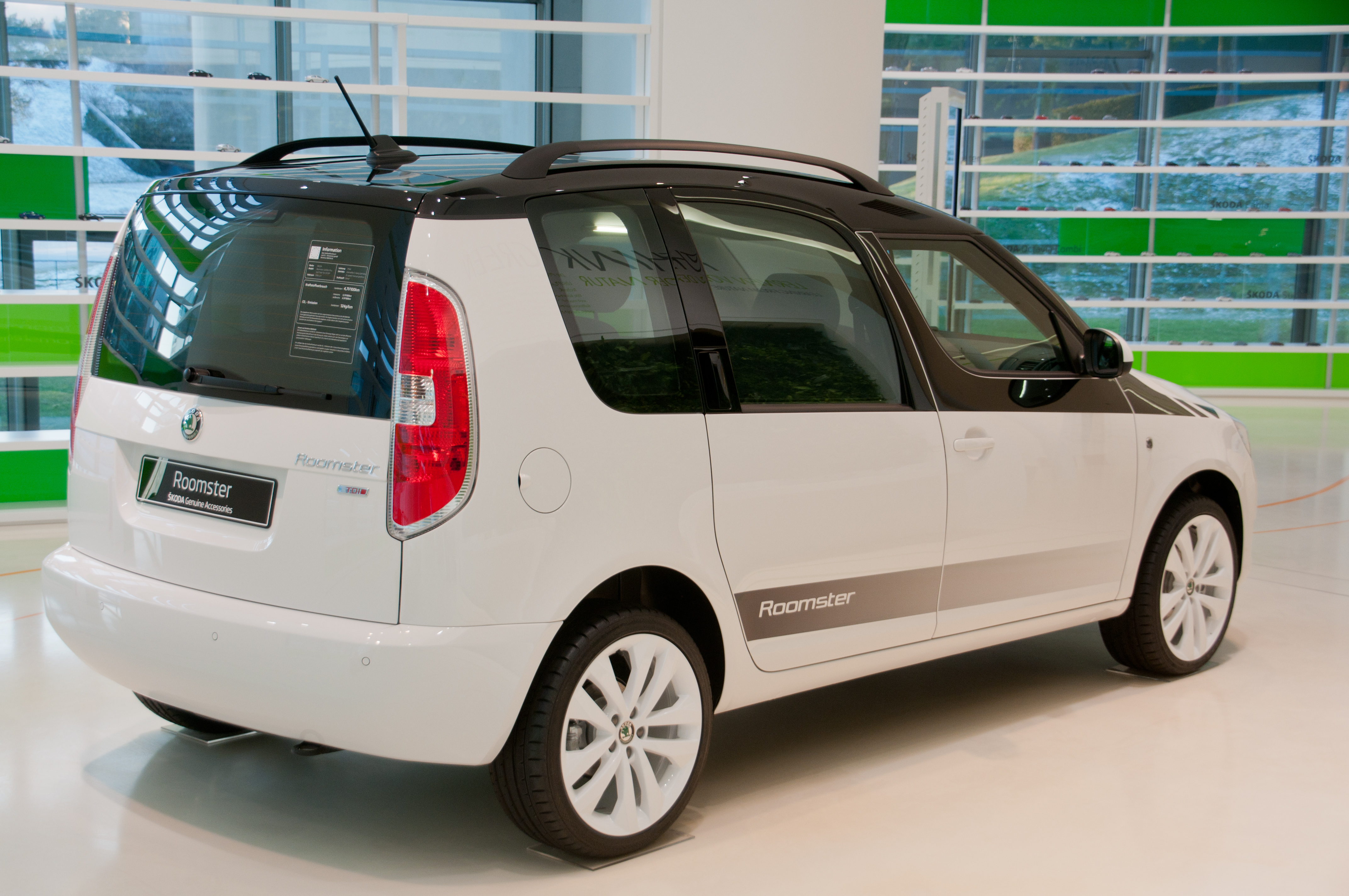
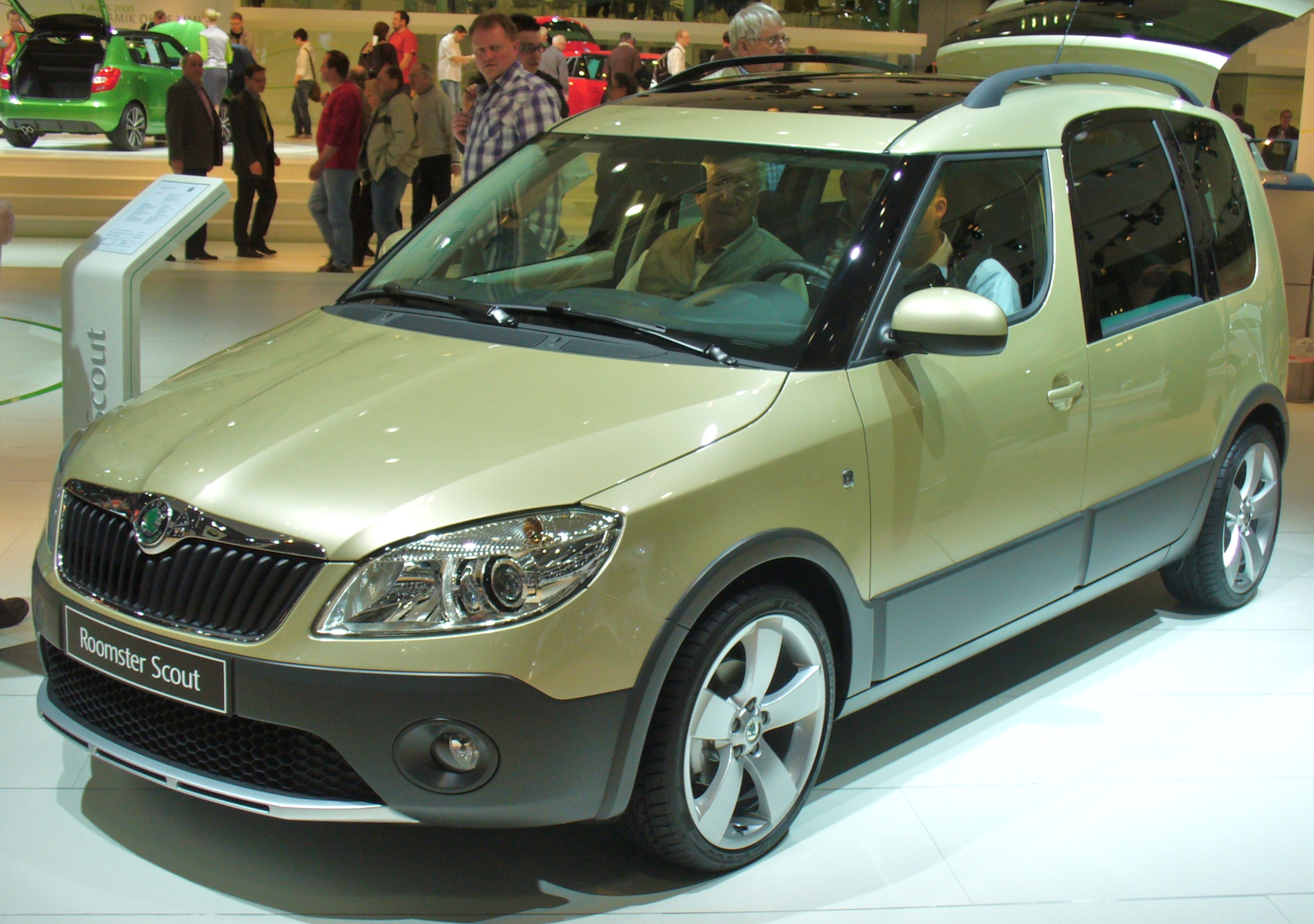
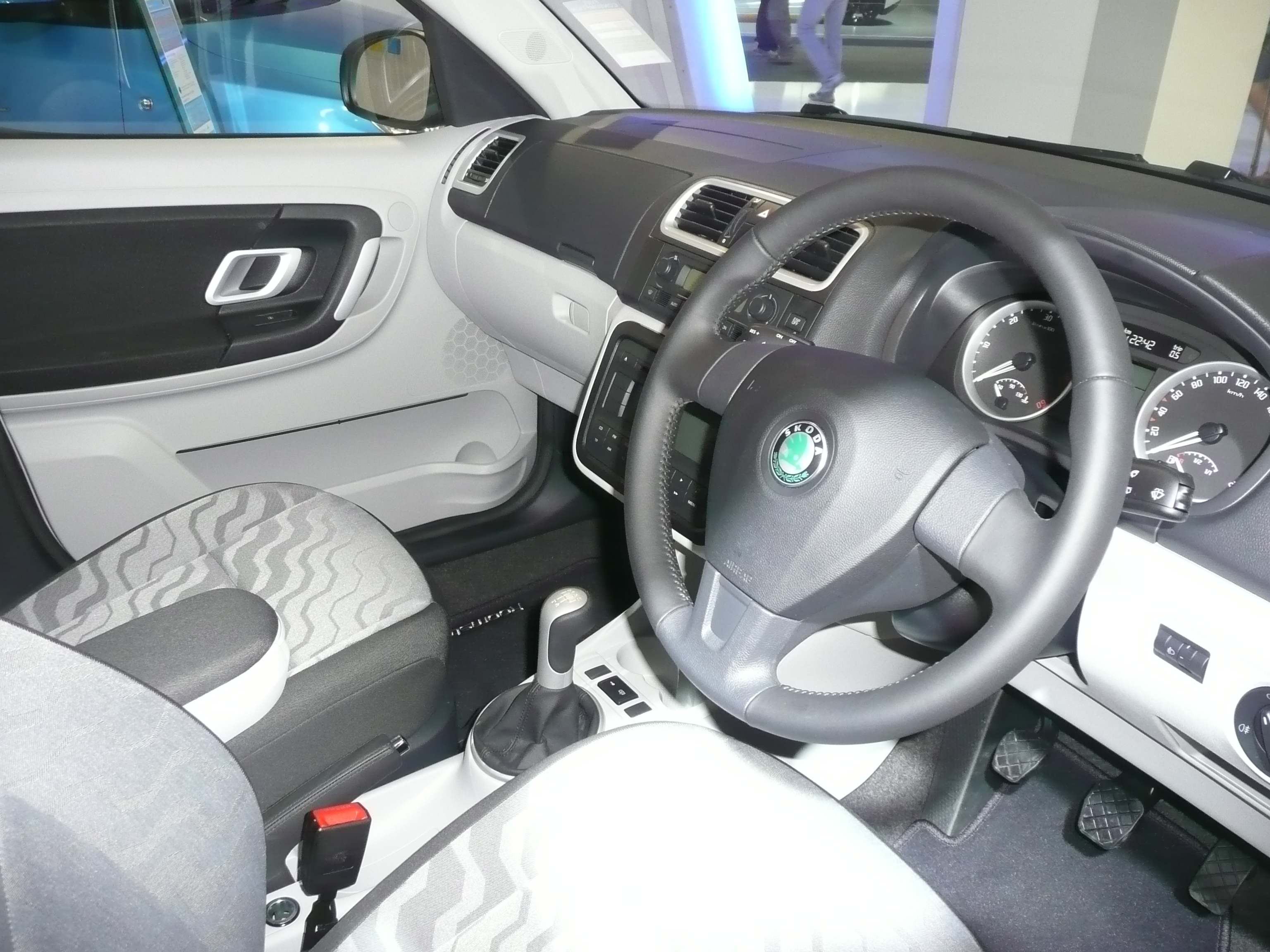